# Алый знак веселья
«Алый знак веселья» (англ. The Red Badge of Gayness) — эпизод 314 (№ 45) сериала «Южный Парк», премьера которого состоялась 24 ноября 1999 года.
Летом 2013 года фанаты сериала признали эпизод лучшим в третьем сезоне.
Название эпизода обыгрывает название повести о гражданской войне «Алый знак доблести» (англ. The Red Badge of Courage) Стивена Крейна.

## Сюжет
Весь город готовится к ежегодной реконструкции битвы при Тамарак Хилл (англ. Battle of Tamarack Hill), одного из эпизодов Гражданской войны. Мальчики репетируют игру в оркестре Союза.
Утром дядя Стэна, Джимбо, сообщает реконструкторам, что на реконструкцию битвы собираются прийти более 200 зрителей, и, таким образом, он надеется на постановку нового рекорда. Также Джимбо уведомляет присутствующих, что новым алкогольным спонсором стал «Ещё шнапс Ягермана» «с чудесным вкусом ещё и ещё». Кроме того, специальным гостем станет дедушка Марш, «непревзойдённый знаток истории». Затем к присутствующим присоединяется Картман (который до этого ушёл от ребят из оркестра из-за того, что слишком сильно бил по барабанам), в образе генерала Ли. Мальчики возмущены тем, что Картман пришёл в одежде офицера конфедератов. Картман, восприняв реконструкцию в качестве некоего состязания, заявляет, что Юг выиграет войну. Кайл, зная историю США, заявляет ему, что Юг проиграл битву и всю войну, что только провоцирует дальнейший спор с Картманом. Кайл предлагает Картману пари. Картман принимает его и предлагает следующие условия: если Конфедерация выиграет войну, Стэн и Кайл будут его рабами на месяц, а если войну выиграет Север, то Картман станет их рабом.
09:00. Реконструкция битвы при Тамарак Хилл. По плану реконструкции, Север выигрывает эту битву и захватывает колокол, располагающийся на холме, при этом реконструкторы, выступающие на стороне Юга, должны поддаться и позволить выиграть. Картман, всё ещё находящийся в образе генерала Ли, крадёт колокол, тем самым нарушая весь ход реконструкции. Из-за этого реконструкторам приходится начинать всё сначала. Готовясь к началу повторной реконструкции, Картман, воспользовавшись опьянением всех южан, предлагает им захватить холм и объявить, что город принадлежит Конфедерации. Опьяневший Джимбо соглашается с Эриком, заявив, что он уже 22 года участвует в реконструкции и все эти годы он постоянно вынужден поддаваться северянам и слышать от них издевательские шутки. Мистер Гаррисон и Стюарт Маккормик, также изрядно выпив, соглашаются с Джимбо. Вместе с ними соглашаются и все остальные, находясь в алкогольном опьянении. Пьяные южане, воспользовавшись замешательством северян, нападают на последних, ранив их ударами автоматов и стреляя холостыми, которые, тем не менее, способны причинить некоторую боль.
На вечеринке в честь реконструкции, мальчики злятся на Эрика, ведь тот сжульничал. Воспользовавшись тем, что все реконструкторы, и северяне и южане, пьяны, Картман, желая выиграть пари, предлагает захватить Топику, поскольку по мнению реконструкторов там должно было состояться следующее сражение. На следующий день город подвергается нападению со стороны пьяных конфедератов и над городом начинает развиваться флаг Конфедерации. Конфедераты захватывают город за городом, попутно запасаясь резервами шнапса и принимая в свои ряды горожан. Вернувшись в Южный парк, Баттерс, посыльный армии конфедератов, доставляет письмо Стэну и Кайлу от «Генерала Картмана Ли». Письмо, изображающее эффект Кена Бёрнса и сепию в стиле XIX века, повествует о победах армии Картмана и том, как же Картман их ненавидит «каждой клеточкой своего конфедератского тела». Прибыв в Чаттанугу, дедушка Марш, Стэн и Кайл с ужасом наблюдают за захватом конфедератами города. Национальная гвардия также прибывает на место и стреляет предупреждающей ракетой в воздух, которая убивает Кенни (который присоединился к Конфедератам по обещанию Картмана «женщин и добычи»). Тем временем мать Кенни получает письмо от Картмана, в котором он с прискорбием сообщает о том, что Кенни пал на поле боя и пишет о том, как же он сильно ненавидит Стэна и Кайла, которые, в случае его выигрыша в пари, должны стать его рабами.
Мальчики реализуют план, по которому армию конфедератов следует лишить их основного топлива — «Шнапса Ягермана». Проснувшись утром с жутким похмельем и не найдя ни одной бутылки шнапса, реконструкторы решают прекратить этот «самый мощный запой» (по словам Джимбо) и вернуться домой в Саут-Парк. Картман, не желая проигрывать спор, заказывает по телефону несколько грузовиков шнапса. Реконструкторы, будучи «под мухой», решают взять Форт Самтер. Несмотря на то, что они с лёгкостью берут форт, перед ними оказывается Национальная гвардия. Последняя побеждена благодаря подмоге со стороны рекрутов со всей Южной Каролины.
Наконец Конфедеративная армия достигает Вашингтона. Армия требует признания Конфедерации отдельной страной. Картман направляет письмо президенту Клинтону, угрожая, в случае если конфедерация не будет признана отдельным государством, опубликовать видео с ним и Марисой Томей (на самом деле блеф Картмана). Отчаявшись, Стэн и Кайл практически признают Картмана победителем. Но затем, обратив внимание на то, что все мужчины конфедераты снова пьяны и по-прежнему считают всё это реконструкцией, Стэн и Кайл решают переодеться в Джефферсона Дэвиса и Авраама Линкольна соответственно. В таком виде они прерывают акт подписания признания конфедерации победителем: Стэн, в образе Дэвиса, объявляет капитуляцию, а Кайл, в образе Линкольна, её принимает. Взамен на капитуляцию, армия конфедератов получает годовой запас «Ещё шнапса». Конфедераты, к ужасу Эрика, принимают поражение и решают пойти на экскурсию в Смитсоновский институт.
Стэн и Кайл решают, что делать с Картманом, который проиграл пари, но их триумф недолговечен. Картман спасается от выполнения условий пари после того, как всё же признаёт победу Севера в Гражданской войне, и что рабство было отменено по окончании войны. Президент Клинтон разъясняет это, указывая на то, что отмена рабства была одним из значительных результатов гражданской войны, сделавшей рабство незаконным, и пари было отменено. Раздосадованные аннулированием пари, Стэн и Кайл насмешливо говорят: «Спасибо, блин, большое, блин Клинтон» и «Да, спасибо, урод», соответственно. Стэн, Кайл, дедушка Марш и Картман уходят домой.

## Производство
После выхода предыдущего эпизода, Мэри Кей Бергман, актриса, озвучивающая всех женских персонажей сериала, покончила с собой. Стоун и Паркер, оставаясь в шоке от неожиданности, не спешили проводить прослушивание на роль новой актрисы. Поэтому эпизод они озвучили сами (Трей Паркер озвучивал Леди «Ещё шнапс» и школьного учителя из Топики, а мать Кенни вообще не произнесла ни слова).

## Смерть Кенни
Когда при Чаттануге солдаты Национальной Гвардии дают предупредительный выстрел, они случайно убивают Кенни. Подошедший санитар лишь опрыскивает его тело огнетушителем, не оказывая ему какой-либо медицинской помощи. При этом происходит следующий обмен репликами:
Стэн: — О, Боже! Они убили Кенни!
Дедушка Марш: — Сволочи!
Кайл: — Эй!

## Факты
- Битва при Тамарак Хилл является вымышленной.